# Neoperla nitida
Neoperla nitida är en bäcksländeart som beskrevs av Douglas E. Kimmins 1950. Neoperla nitida ingår i släktet Neoperla och familjen jättebäcksländor. Inga underarter finns listade i Catalogue of Life.